# John Wells (aviron)
Pour les articles homonymes, voir John Wells (homonymie) et Wells.
John Wells, né en 1859 au Mississippi, et mort le 18 avril 1929 à La Nouvelle-Orléans, est un rameur américain qui a participé aux Jeux olympiques d'été de 1904, où il a remporté la médaille de bronze en deux de couple avec Joseph Ravannack.

## Palmarès
- Médaille de bronze en deux de couple aux Jeux olympiques d'été de 1904 à Saint-Louis ( États-Unis)